# Stewart River (Yukon River)
Der Stewart River ist ein 686 km langer rechter Nebenfluss des Yukon River im Territorium Yukon in Kanada.

## Flusslauf
Der Stewart River entsteht in den Selwyn Mountains auf einer Höhe von etwa 860 m am Zusammenfluss seiner beiden Quellflüsse North Stewart River und South Stewart River. Die Quellflüsse entspringen nahe der Grenze zwischen den Nordwest-Territorien und Yukon. Der Stewart River fließt in überwiegend westlicher Richtung, an der Ortschaft Mayo vorbei. Der Fluss quert bei Stewart Crossing den Klondike Highway. Der Highway verläuft anschließend parallel zum Fluss in westlicher Richtung für etwa 50 km. Dann wendet sich der Fluss südwestwärts, bis er 112 km südlich von Dawson auf den Yukon River trifft. Die im Wesentlichen aufgegebene Siedlung Stewart River liegt an der Mündung in den Yukon River.
Der Stewart River wurde 1850 von Robert Campbell von der Hudson’s Bay Company erkundet. Er benannte den Fluss nach einem Freund.
Die Gegend blieb bis zum Beginn des Klondike-Goldrausches, als dieses für Goldgräber freigegeben wurde, weitgehend unberührt.

## Nebenflüsse
Der Stewart River nimmt in Fließrichtung folgende größere Nebenflüsse auf:
- Nadaleen River (rechts)
- Beaver River (rechts)
- Lansing River (links)
- Hess River (links)
- Mayo River (rechts)
- McQuesten River (rechts)

## Quellflüsse
Die beiden Quellflüsse des Stewart River entspringen am selben Berg, unweit der kontinentalen Wasserscheide und nahe der Grenze zu den Nordwest-Territorien. Beide Flüsse durchschneiden die Gebirgsgruppe der Hess Mountains, die im äußersten Nordosten der Selwyn Mountains liegt.
Der North Stewart River ist der 60 km lange rechte nördlichere Quellfluss des Stewart River. Er entspringt (⊙) auf einer Höhe von 1800 m auf der Nordseite eines namenlosen teils vergletscherten Berges. Ein Firnfeld speist den Fluss. Dieser fließt in überwiegend westsüdwestlicher Richtung durch das Bergland, bevor er auf den South Stewart River trifft.
Der South Stewart River ist der 71 km lange linke südlichere Quellfluss des Stewart River. Er entspringt (⊙) auf einer Höhe von 1900 m auf der Südseite desselben namenlosen Berges wie der North Stewart River. Der South Stewart River fließt anfangs etwa 25 km nach Süden. Anschließend wendet er sich etwa 20 km nach Südwesten. Dabei durchschneidet er den Bergkamm der Hess Mountains. Auf seinen unteren etwa 20 km fließt der South Stewart River in Richtung Westnordwest.